# منطقه حفاظت‌شده کوه جوپار
منطقهٔ حفاظت‌شدهٔ کوه جوپار یک منطقهٔ حفاظت‌شده با مساحت ۵۱۸۸۲ هکتار است که در استان کرمان در ایران قرار دارد. این منطقهٔ حفاظت‌شده طبق مصوبهٔ شمارهٔ ۷۴۸ در تاریخ ۹۷/۰۵/۰۶ در فهرست مناطق تحت حفاظت سازمان محیط زیست ایران قرار گرفت.